# Épehy
Épehy (en picard : Épy) est une commune française située dans le département de la Somme en région Hauts-de-France.

## Géographie

### Localisation

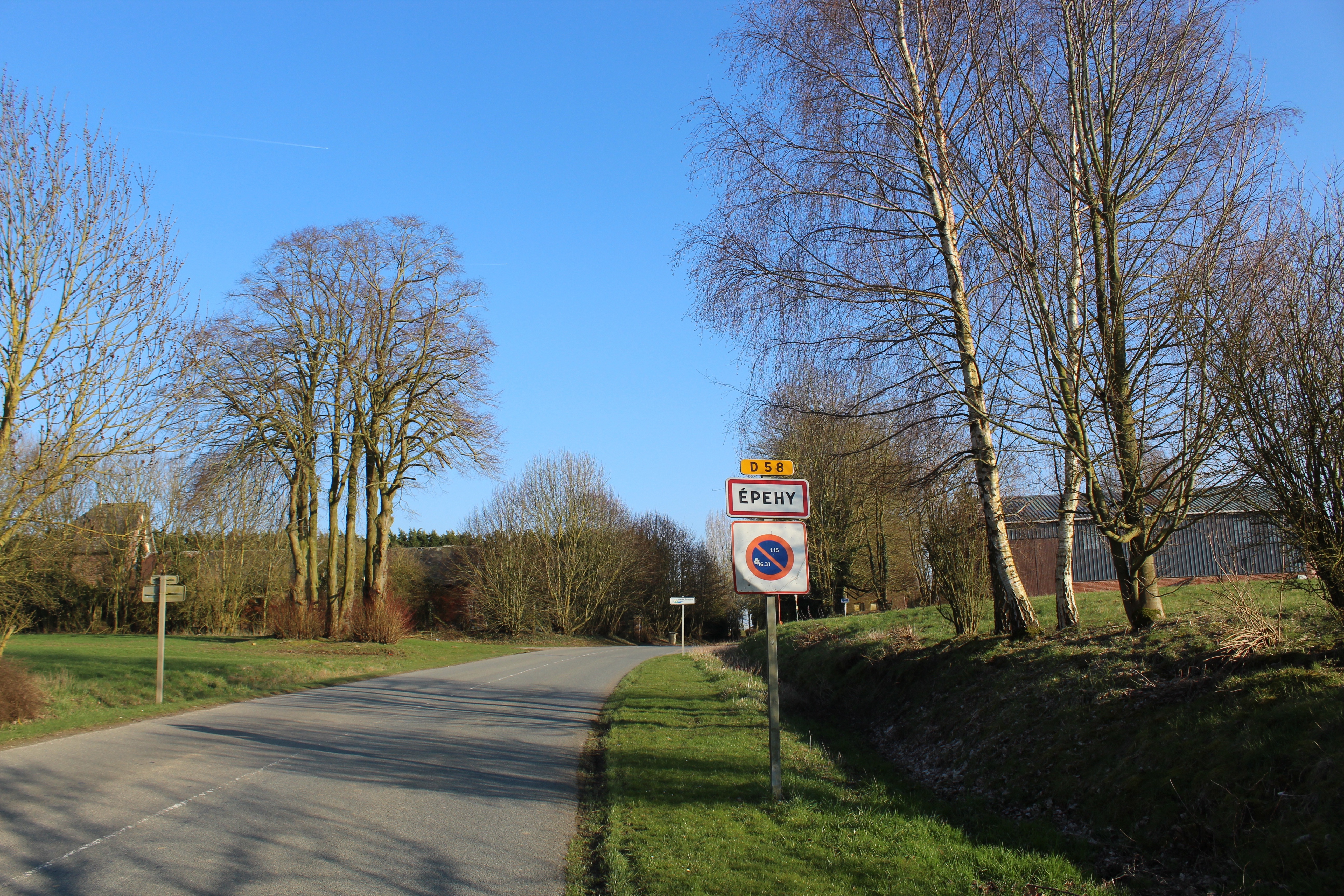
L'entrée du village.

Épehy est un village rural de la Somme limitrophe du département du Nord desservi par la route départementale 58 situé une vingtaine de kilomètres au nord-est de Péronne par la route et 16 km à vol d'oiseau, à une vingtaine de kilomètres au sud de Cambrai et à la même distance au nord-ouest de Saint-Quentin.

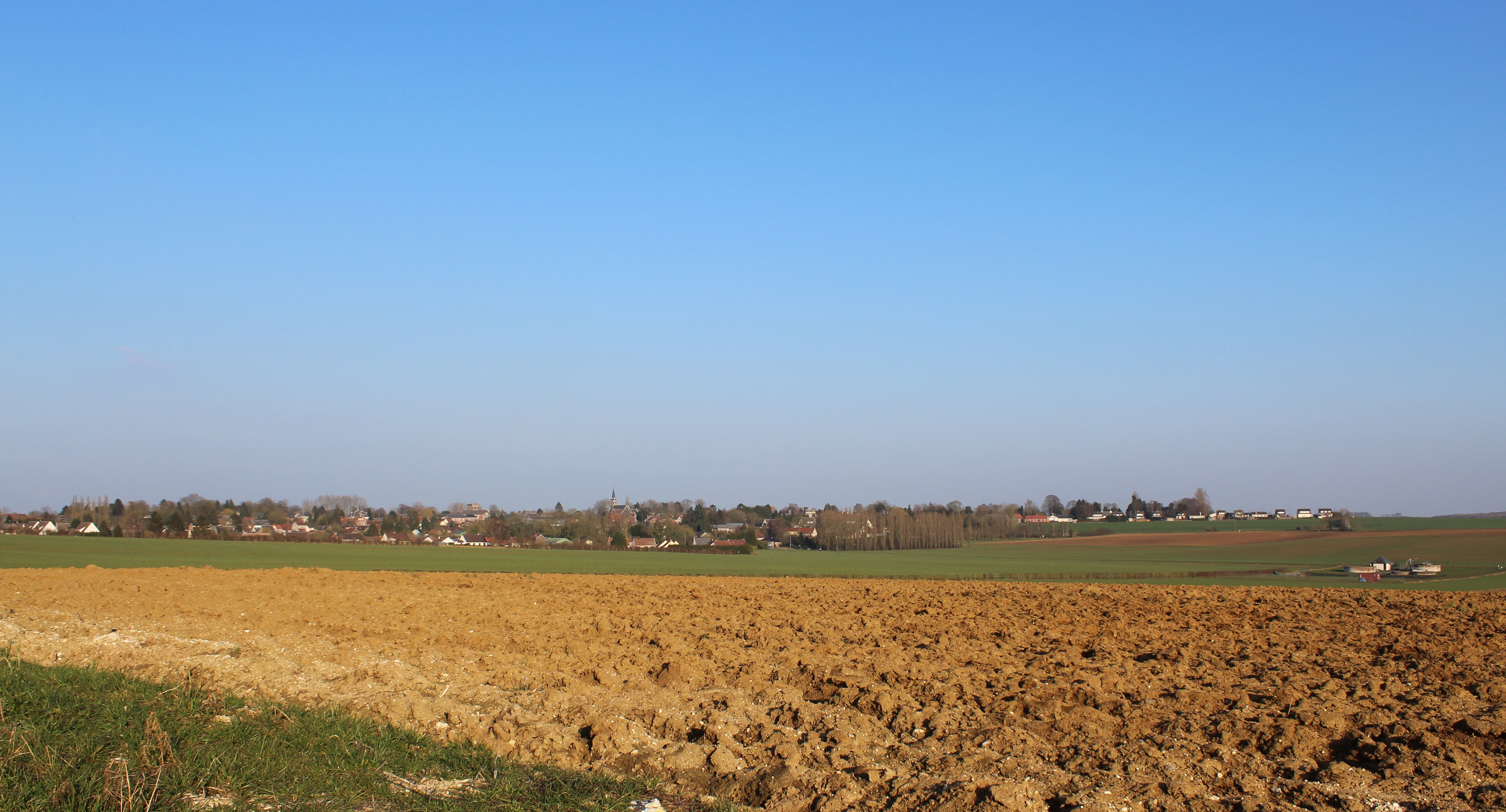
Vue panoramique du village depuis le cimetière militaire.

Le village fait partie de l'aire linguistique du picard, et est appelée Épy dans cette langue.

### Hydrographie
La commune est située dans le bassin Artois-Picardie. Elle n'est drainée par aucun cours d'eau.

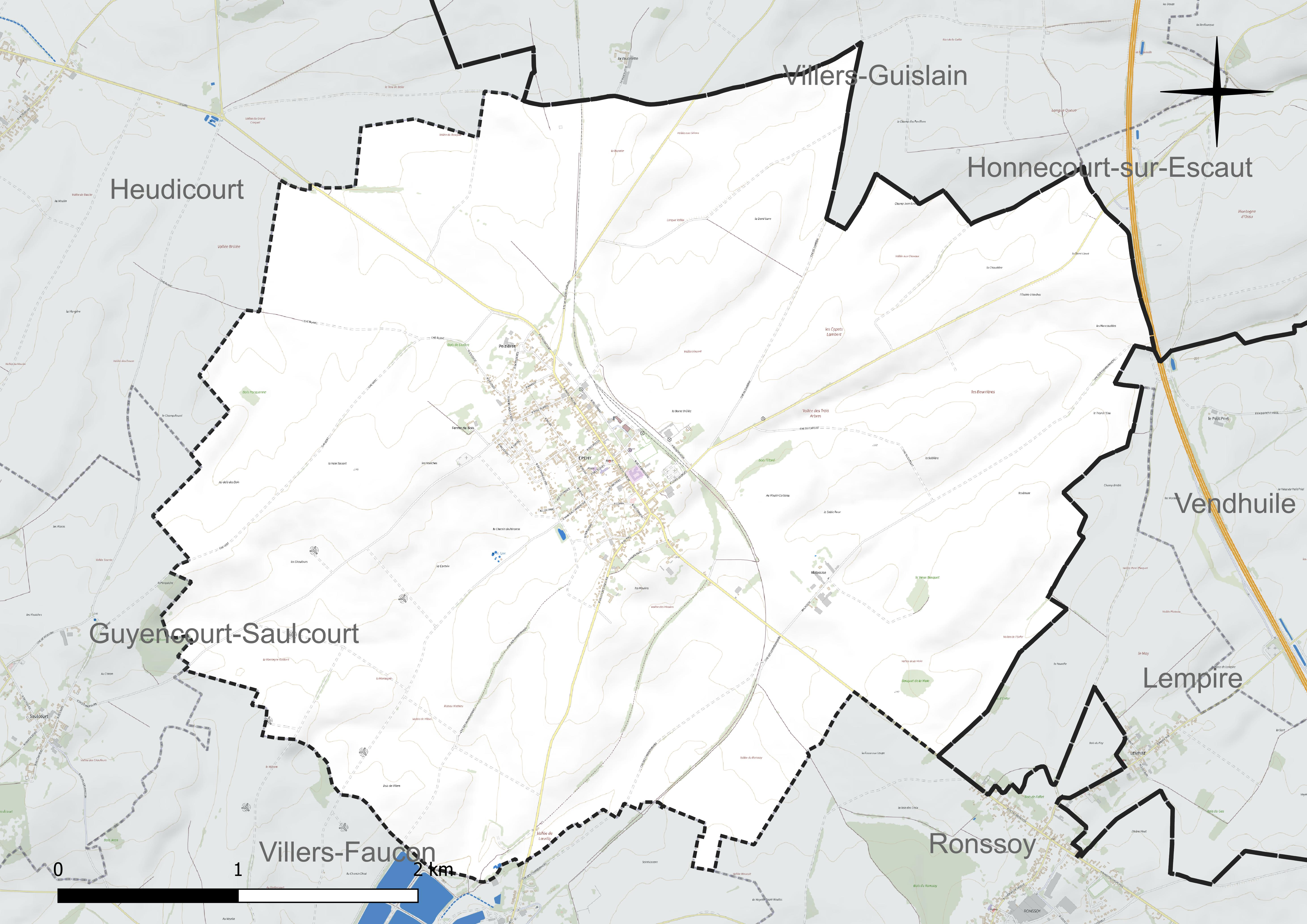
Réseau hydrographique d'Épehy.

### Climat
Pour des articles plus généraux, voir Climat des Hauts-de-France et Climat de la Somme.
En 2010, le climat de la commune est de type climat océanique dégradé des plaines du Centre et du Nord, selon une étude du CNRS s'appuyant sur une série de données couvrant la période 1971-2000. En 2020, Météo-France publie une typologie des climats de la France métropolitaine dans laquelle la commune est exposée à un climat océanique et est dans la région climatique  Nord-est du bassin Parisien, caractérisée par un ensoleillement médiocre, une pluviométrie moyenne régulièrement répartie au cours de l'année et un hiver froid (3 °C). 
Pour la période 1971-2000, la température annuelle moyenne est de 9,8 °C, avec une amplitude thermique annuelle de 14,9 °C. Le cumul annuel moyen de précipitations est de 731 mm, avec 10,9 jours de précipitations en janvier et 8,9 jours en juillet. Pour la période 1991-2020, la température moyenne annuelle observée sur la station météorologique installée sur la commune est de 10,6 °C et le cumul annuel moyen de précipitations est de 752,8 mm,. Pour l'avenir, les paramètres climatiques de la commune estimés pour 2050 selon différents scénarios d'émission de gaz à effet de serre sont consultables sur un site dédié publié par Météo-France en novembre 2022.
| Mois                                  | jan.             | fév.             | mars           | avril         | mai           | juin          | jui.          | août          | sep.          | oct.            | nov.            | déc.           | année      |
| ------------------------------------- | ---------------- | ---------------- | -------------- | ------------- | ------------- | ------------- | ------------- | ------------- | ------------- | --------------- | --------------- | -------------- | ---------- |
| Température minimale moyenne (°C)     | 1,1              | 1,3              | 3,1            | 4,8           | 8,2           | 10,9          | 12,8          | 12,8          | 10,3          | 7,7             | 4,3             | 1,8            | 6,6        |
| Température moyenne (°C)              | 3,4              | 4                | 6,9            | 9,8           | 13,2          | 16,1          | 18,3          | 18,3          | 15,2          | 11,3            | 6,9             | 4              | 10,6       |
| Température maximale moyenne (°C)     | 5,7              | 6,8              | 10,7           | 14,7          | 18,2          | 21,2          | 23,7          | 23,9          | 20            | 14,9            | 9,5             | 6,2            | 14,6       |
| Record de froid (°C) date du record   | −13,9 01.01.1997 | −13,4 07.02.1991 | −12,4 13.03.13 | −4,6 08.04.03 | −2 03.05.21   | 1,6 05.06.12  | 4,5 03.07.11  | 4,8 20.08.14  | 0,6 30.09.18  | −4,4 29.10.1997 | −8,8 23.11.1998 | −14,4 18.12.10 | −14,4 2010 |
| Record de chaleur (°C) date du record | 14,3 09.01.15    | 18,1 26.02.19    | 24,1 31.03.21  | 26,6 20.04.18 | 31,2 27.05.05 | 34,5 18.06.22 | 41,1 25.07.19 | 37,4 12.08.03 | 34,4 15.09.20 | 28,3 01.10.11   | 18,8 02.11.20   | 15,8 07.12.00  | 41,1 2019  |
| Précipitations (mm)                   | 63,5             | 57,5             | 55,1           | 44,8          | 62,7          | 62,6          | 60,5          | 68,6          | 55,2          | 69,8            | 70,1            | 82,4           | 752,8      |

## Urbanisme

### Typologie
Au 1er janvier 2024, Épehy est catégorisée bourg rural, selon la nouvelle grille communale de densité à sept niveaux définie par l'Insee en 2022.
Elle est située hors unité urbaine et hors attraction des villes,.

### Occupation des sols
L'occupation des sols de la commune, telle qu'elle ressort de la base de données européenne d'occupation biophysique des sols Corine Land Cover (CLC), est marquée par l'importance des territoires agricoles (94 % en 2018), une proportion sensiblement équivalente à celle de 1990 (94,1 %). La répartition détaillée en 2018 est la suivante : 
terres arables (94 %), zones urbanisées (5,6 %), zones industrielles ou commerciales et réseaux de communication (0,4 %). L'évolution de l'occupation des sols de la commune et de ses infrastructures peut être observée sur les différentes représentations cartographiques du territoire : la carte de Cassini (XVIIIe siècle), la carte d'état-major (1820-1866) et les cartes ou photos aériennes de l'IGN pour la période actuelle (1950 à aujourd'hui).

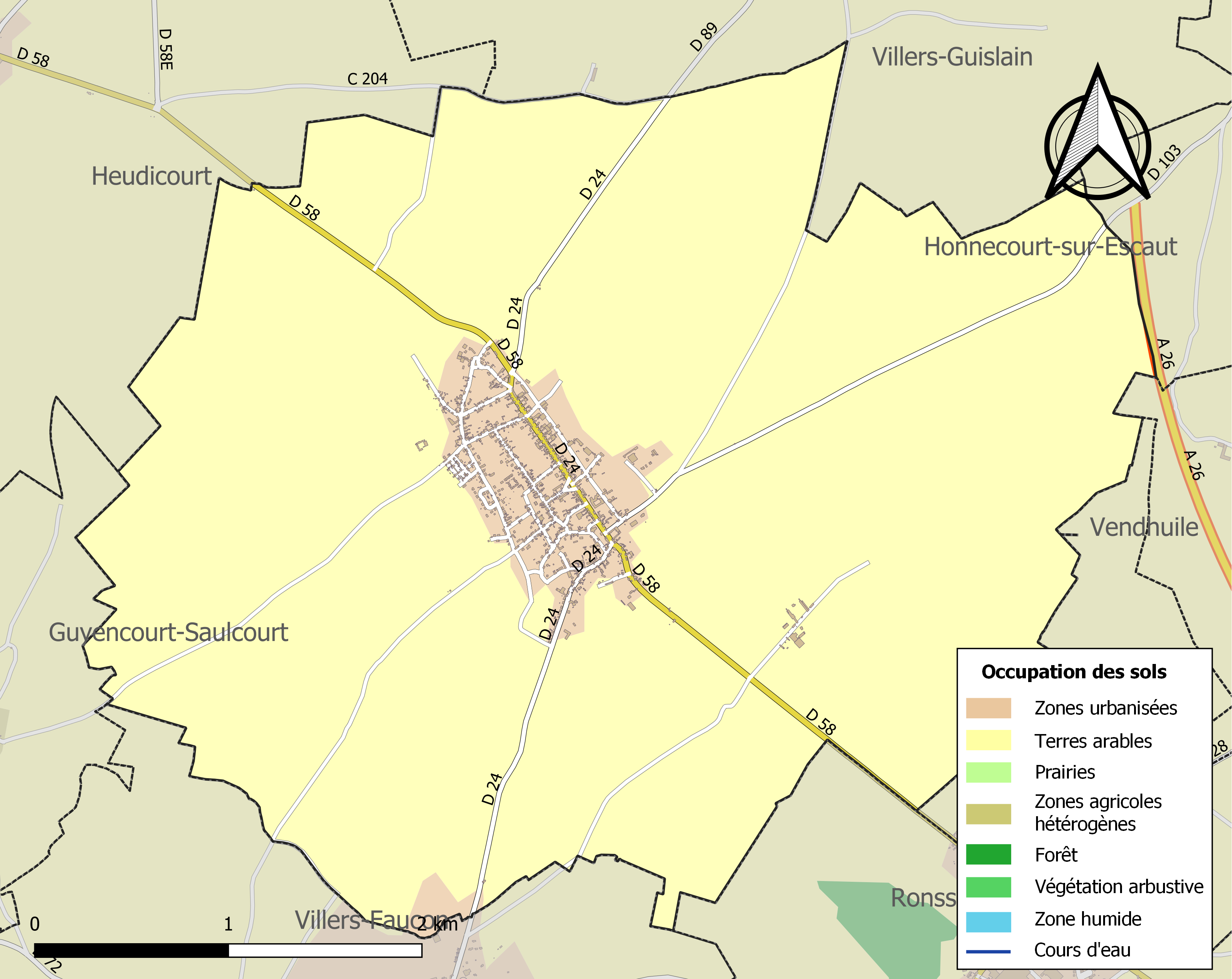
Carte des infrastructures et de l'occupation des sols de la commune en 2018 (CLC).

## Toponymie
Le nom de la localité est attesté sous les formes Despauhi en 1080 ; Spechiæ en 1081 ; Espainacus en 1214 ; Espehy en 1554 ; Espehi en 1592 ; Espechy en 1607 ; Despesy en 1648 ; Epelu en 1733 ; Espechy-Espezière en 1753 ; Epehy en 1757 ; Epchi en 1778 ; Espechie en 1787 ; Eppehy en 1824 et 1827 ; Spehiacum ; Espanhy.

## Histoire

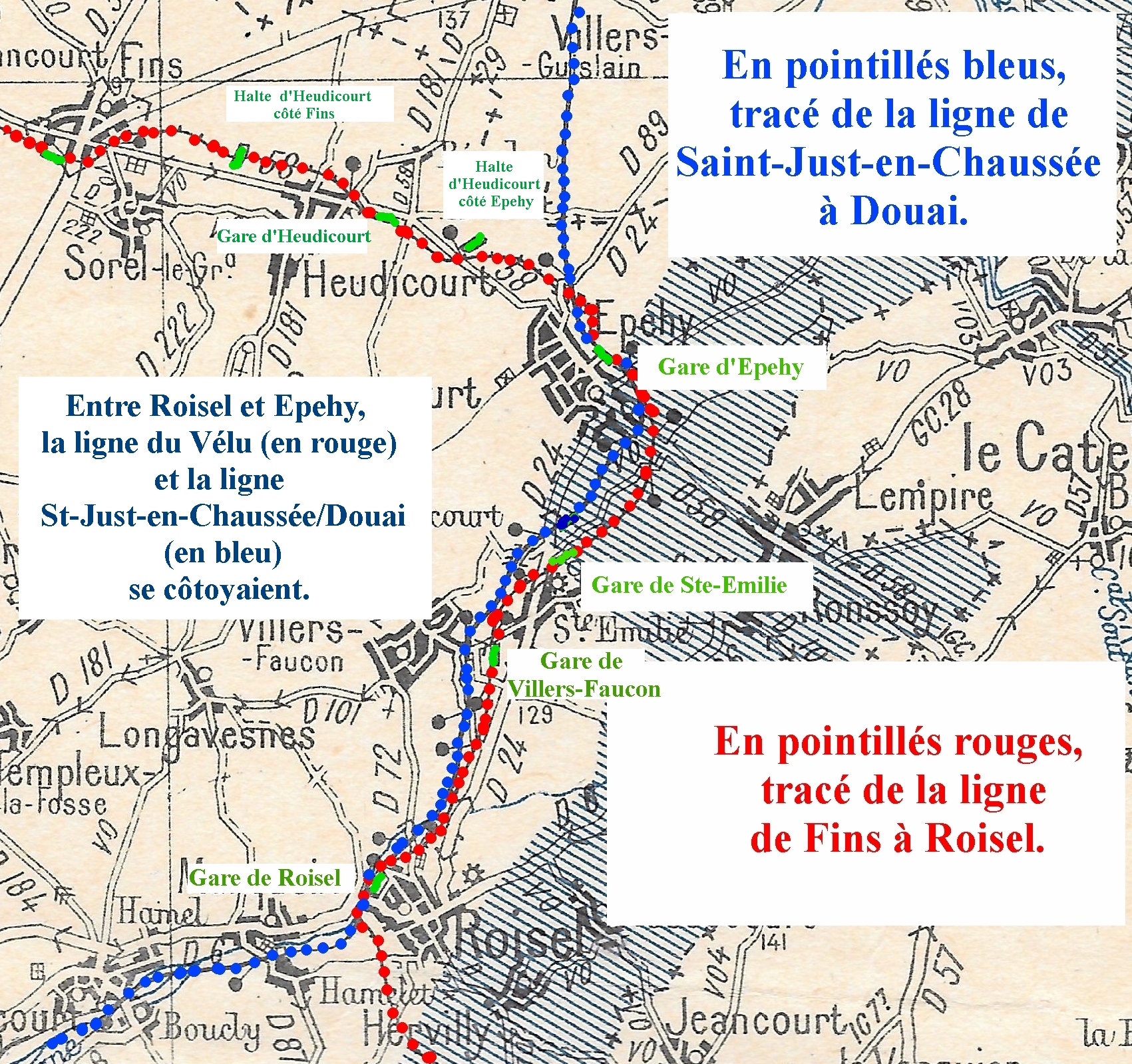
Les deux lignes de chemin de fer vers 1905.

En 1862, on signalait les vestiges d'une voie romaine reliant Reims à Arras, section d'un itinéraire plus vaste reliant Lyon à la Grande Bretagne par le Portus Itius. À la sortie nord du village était signalé au carrefour de Revelon les vestiges d'une bourgade galloromaine où furent trouvées de nombreuses monnaies romaines.
La seigneurie d'Épehy appartenait en partie à l'Abbaye de Vaucelles au XIVe siècle.
Circonscriptions d'Ancien Régime
Le village était une section de la paroisse Saint-Quentin de Villers-Faucon, doyenné de Péronne, diocèse de Noyon
Il relevait de la prévôté de Péronne, du bailliage de Vermandois de l'élection de Péronne, intendance de Picardie. Fiscalement, le village dépendait du grenier à sel de Péronne.
Révolution française
La commune d'Épehy, instituée par la Révolution française, absorbe entre 1790 et 1794 celle de Pesières, et porte en 1801 le nom de Epéhy et Pezières.

### Épehy et le chemin de fer
Épehy était situé au croisement de deux lignes de chemin de fer, ce qui a contribué à son développement, ainsi qu'à celui de la sucrerie de Sainte-Emilie, avant la Première Guerre mondiale, mais causé sa destruction pendant le conflit : 
- la ligne de Saint-Just-en-Chaussée à Douai, dont la gare a été mise en service en 1873, et le trafic supprimé en 1970 ;
- le chemin de fer de Vélu-Bertincourt à Saint-Quentin, une ligne de chemin de fer secondaire à voie normale, qui a desservi la commune de 1879 à 1955.

La gare d'Épehy
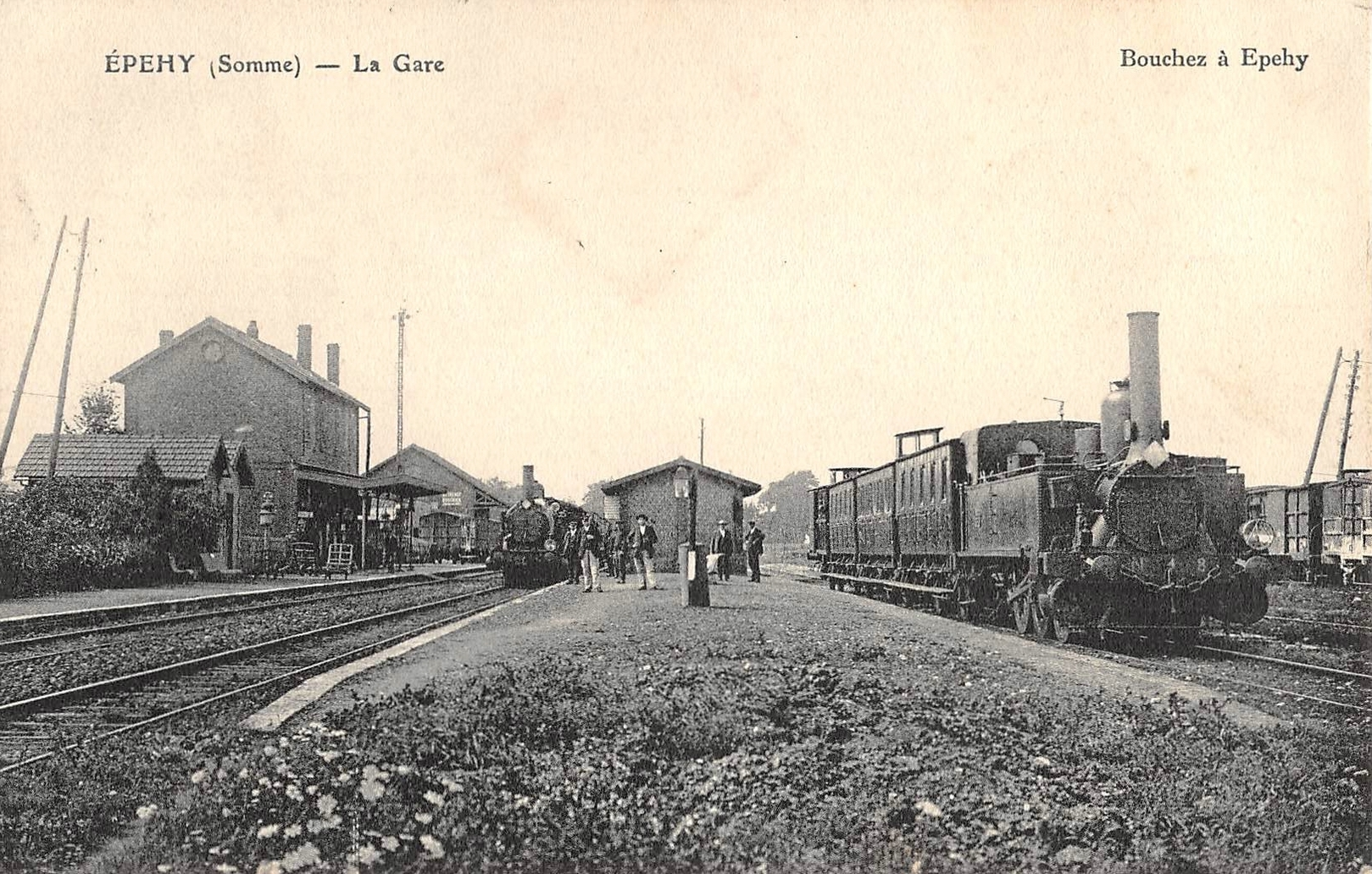
La gare en 1910. A gauche, les voies de la Compagnie du Nord, à droite celles du  Vélu-Bertincourt
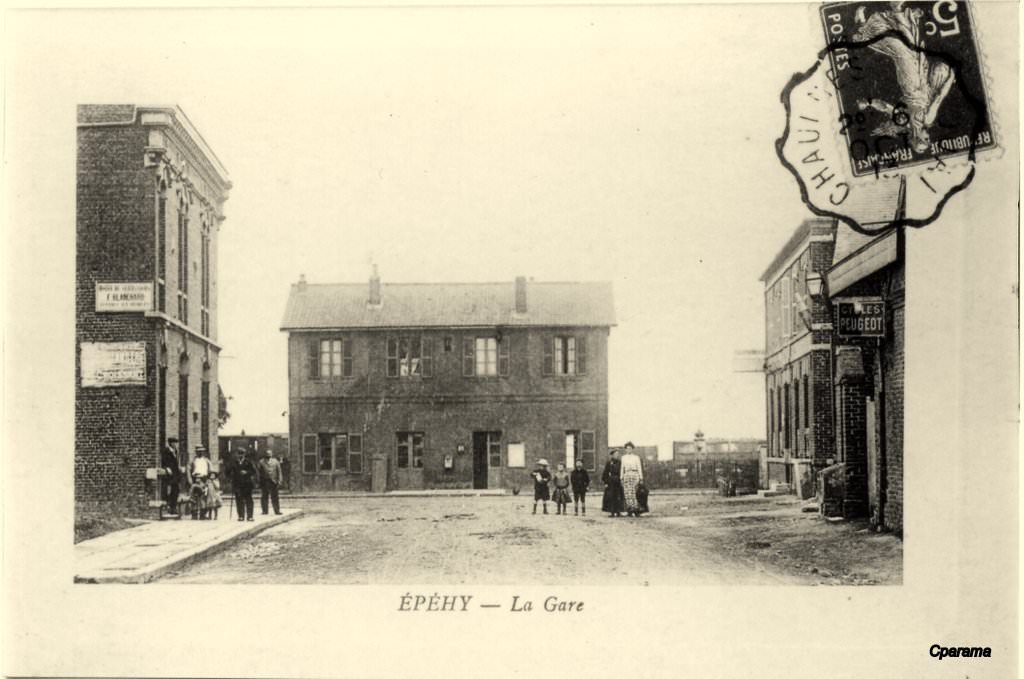
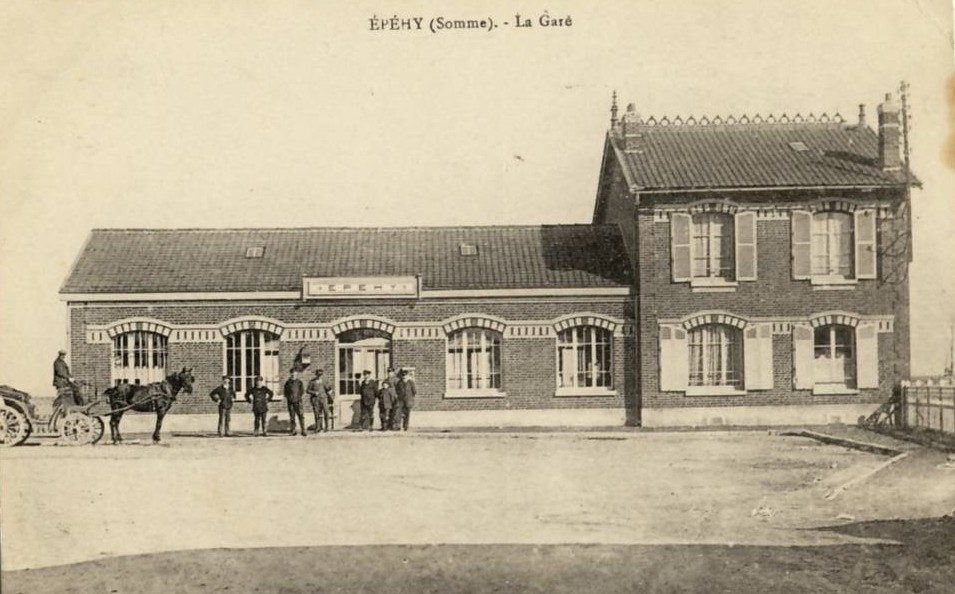
La gare, reconstruite dans les années 1930
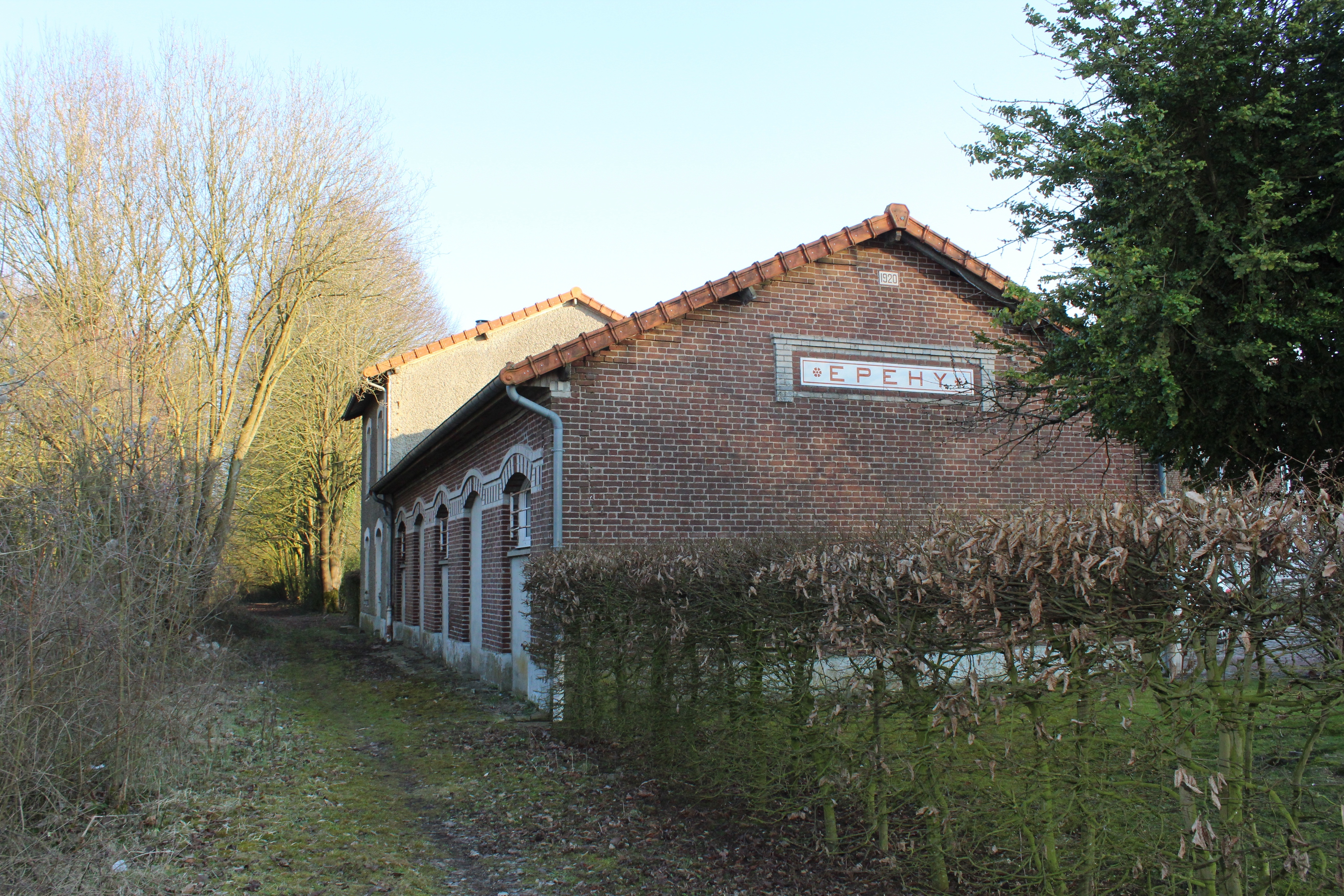
La gare en 2018

### La guerre 1914-1918

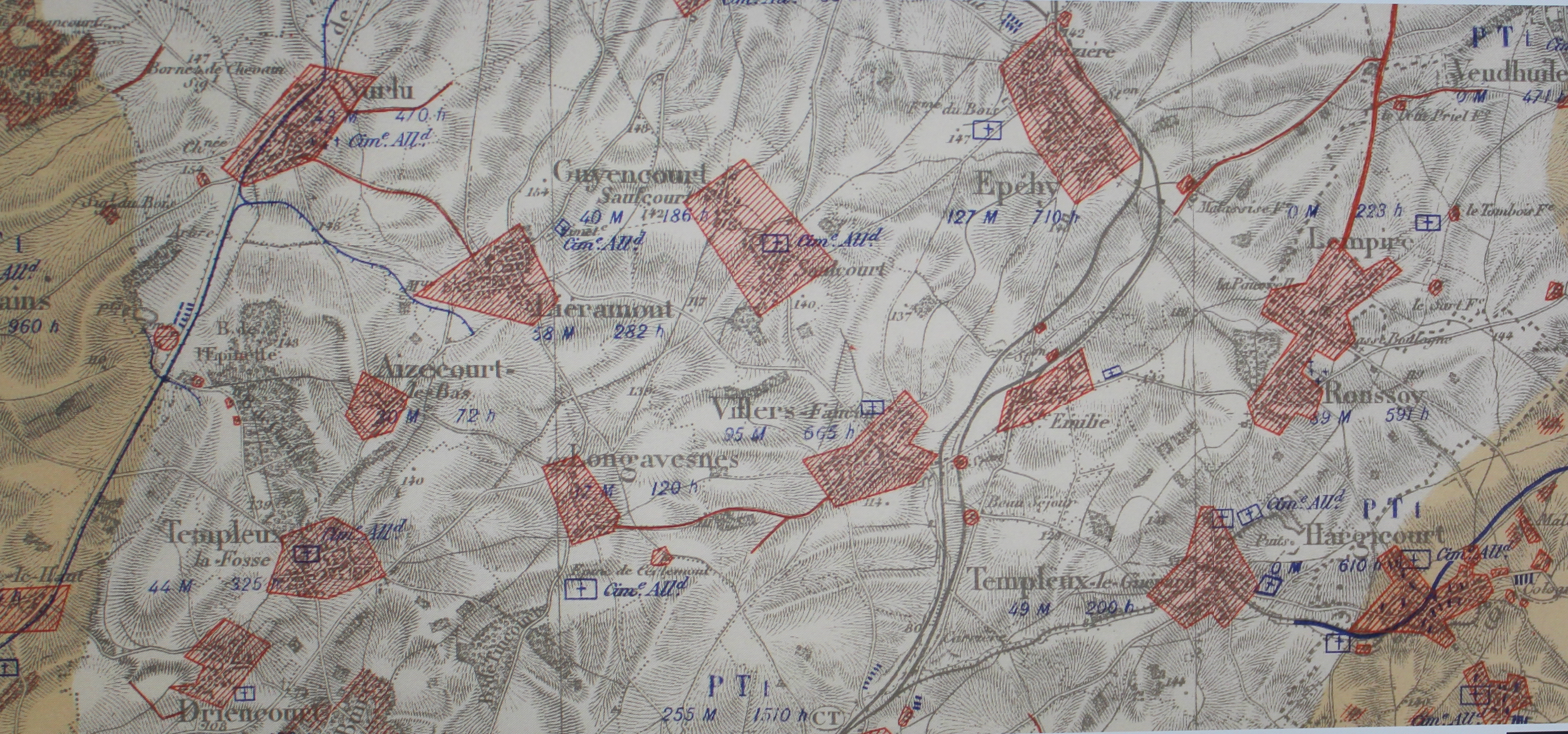
Extrait de la Carte spéciale des régions dévastées, montrant, en tramé rouge, l'étendue des destructions du secteur d'Épehy lors de la guerre 14-18.

Comme d'autres villages de la région, Épehy est sorti meurtri de la Grande Guerre car il fut entièrement détruit.
Le 27 août 1914, soit moins d'un mois après la déclaration de guerre, l'armée française bat en retraite vers l'ouest et les Allemands arrivent à Épehy : « Dans la matinée du 27 août, les Allemands arrivent près d'Épehy.
Quelques pelotons de dragons se portèrent au-devant de l'ennemi qu'ils rencontrèrent à 2 km du village... de 10 h du matin à 3 h de l'après-midi, nos dragons défendirent héroïquement chaque rue d'Épehy, mais accablés par le nombre, ils durent se retirer : les Allemands étaient maître du bourg; plus de cent des leurs avaient trouvé la mort...»
Dans les jours qui suivirent, les Allemands se livrent à de nombreuses exactions sur les biens et les habitants dont plusieurs furent tués sans raison. Dès lors commence l'occupation allemande qui dure jusqu'en mars 1917. Le front se situant à une vingtaine de kilomètres à l'ouest de Péronne, l'activité des occupants consistait principalement à assurer le logement des combattants et l'approvisionnement en nourriture.
Des arrêtés de la kommandantur obligent, à date fixe, sous la responsabilité du maire et du conseil municipal, sous peine de sanctions, la population à fournir : blé, œufs, lait, viande, légumes, destinés à nourrir les soldats du front. Toutes les personnes valides doivent alors effectuer des travaux agricoles ou d'entretien.
La gare d'Épehy est bombardée le 26 septembre 1915, puis le 21 février 1917. Les voies sont détruites par les Allemands en toute fin d'année 1917.
En 1916, après la Bataille de la Somme, les Allemands font construire par 165 prisonniers, deux embranchements ferroviaires. Le premier, à l'est, conduit vers la ferme Malassise, transformée en lieu de stockage de matériel et nourriture. Le second amène à la ferme Vaucelette, qui devient à partir du 9 novembre 1916, un point d'artillerie mobile destiné à bombarder les lignes alliées depuis un canon hors-norme : long de 17 mètres, son chariot de 270 tonnes et 42 mètres de long était posé sur 18 essieux. Il a tiré 245 obus de 150 kg sur la ligne de front anglaise, de Thiepval à La Boisselle, puis sur Ginchy et Combles.
En février 1917, le général Hindenburg décide de la création d'une ligne de défense à l'arrière du front ; lors du retrait des troupes allemandes, tous les villages seront détruits pour ne pas servir d'abri aux troupes franco-anglaises. Les habitants sont évacués. En mars 1917, avant le retrait des troupes allemandes sur la ligne Hindenburg, le long du canal de Saint-Quentin, les maisons sont pillées et incendiées, le village est systématiquement détruit. L'église, la mairie, les écoles et toutes les maisons sont dynamitées et les arbres sciés à un mètre de hauteur.
Le village, vidé de ses habitants, reste occupé par les Allemands ; il est le théâtre de nombreux combats en mars, avril et août 1917.
Le village est le site de la Bataille d'Épehy, qui, le 18 septembre 1918, oppose 12 divisions alliée, à au moins 6 divisions allemande. La Bataille d'Épehy s'inscrivait dans le cadre de l'offensive alliée des Cent-Jours.
Les ruines du village sont plusieurs fois reprises par chaque camp et ce n'est que le 20 septembre 1918, lors de la bataille de la ligne Hindenburg qu'Épehy est définitivement libéré par les Britanniques.
La gare d'Épehy permet également d'acheminer 476 tanks alliés qui prirent part à la Bataille de Cambrai, du 20 novembre au 7 décembre 1917.
Peu à peu, les habitants reviennent s'installer dans le village et alors débute la reconstruction qui durera une dizaine d'années. De 1847 habitants avant la guerre en 1911, Épehy n'en comptait plus que 930 en 1921, soit pratiquement la moitié.
Le village est considéré comme détruit à la fin de la guerre et a  été décoré de la Croix de guerre 1914-1918, le 27 octobre 1920.
Le village est adopté par le VIe arrondissement de Paris en 1920

Épehy pendant la Guerre
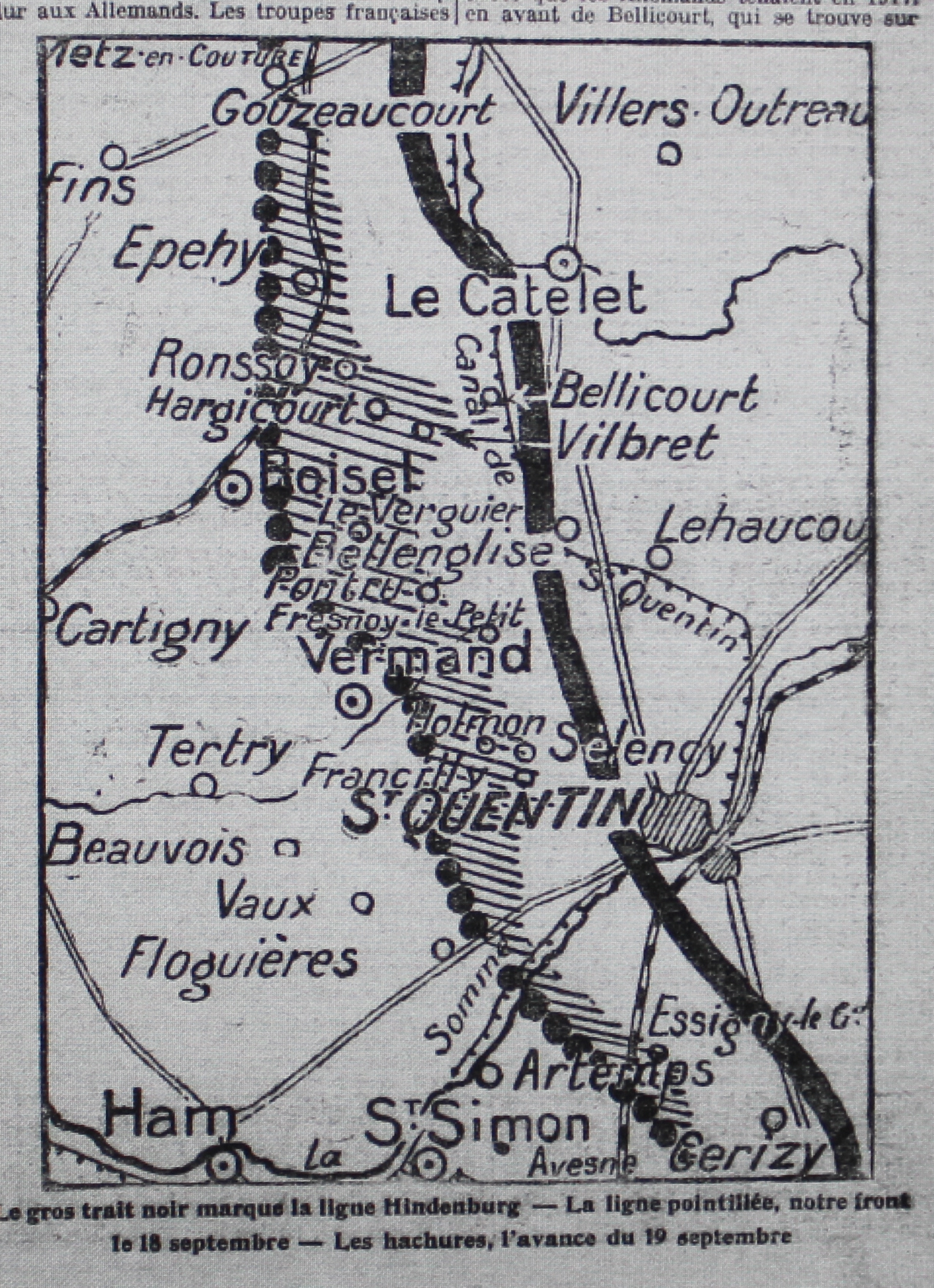
Le front les 18 et 19 septembre 1918, jours de la libération d'Épehy.
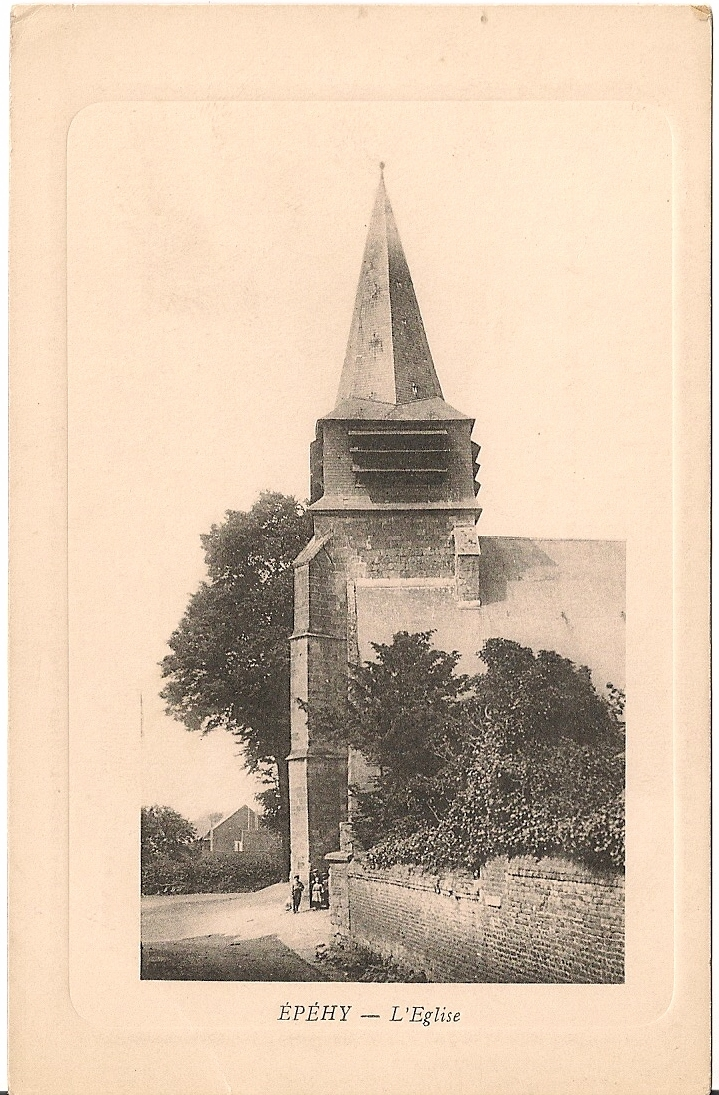
L'ancienne église avant 1914.
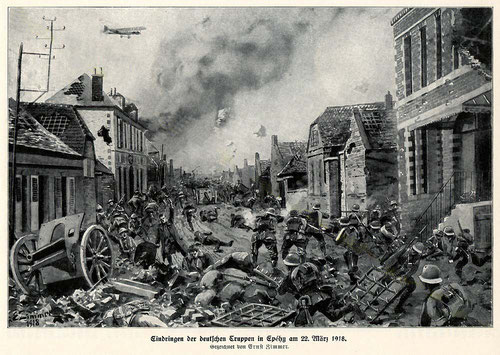
Gravure allemande: combat dans la Grande-Rue à Épehy.
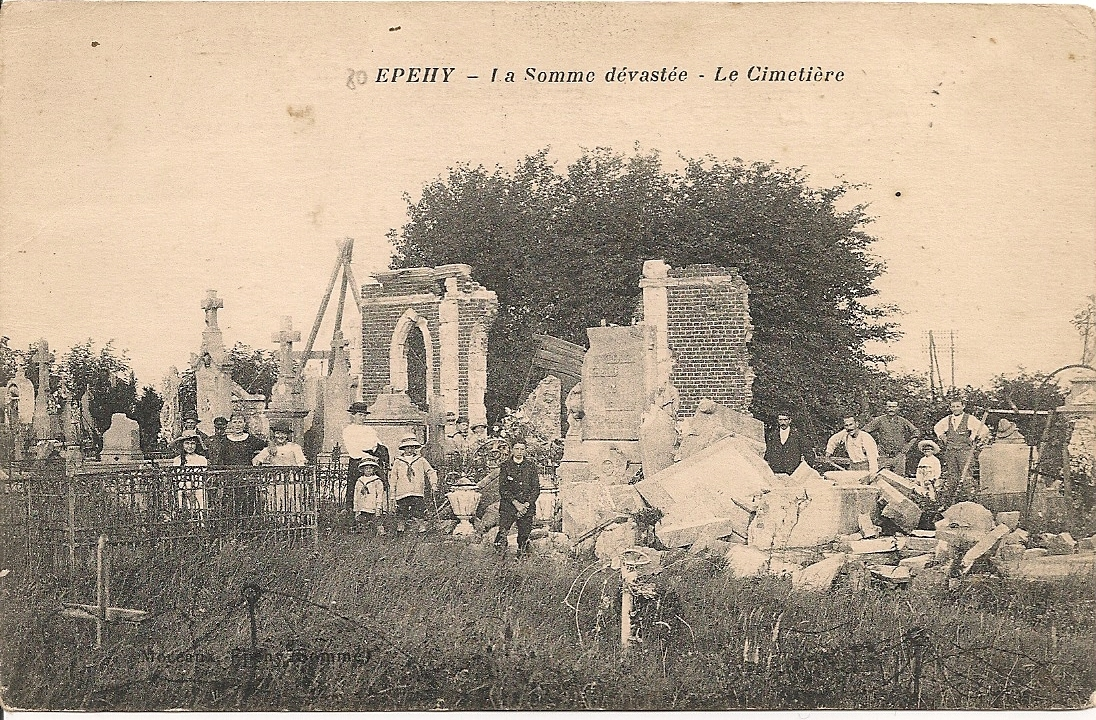
Vue du cimetière détruit en 1919.
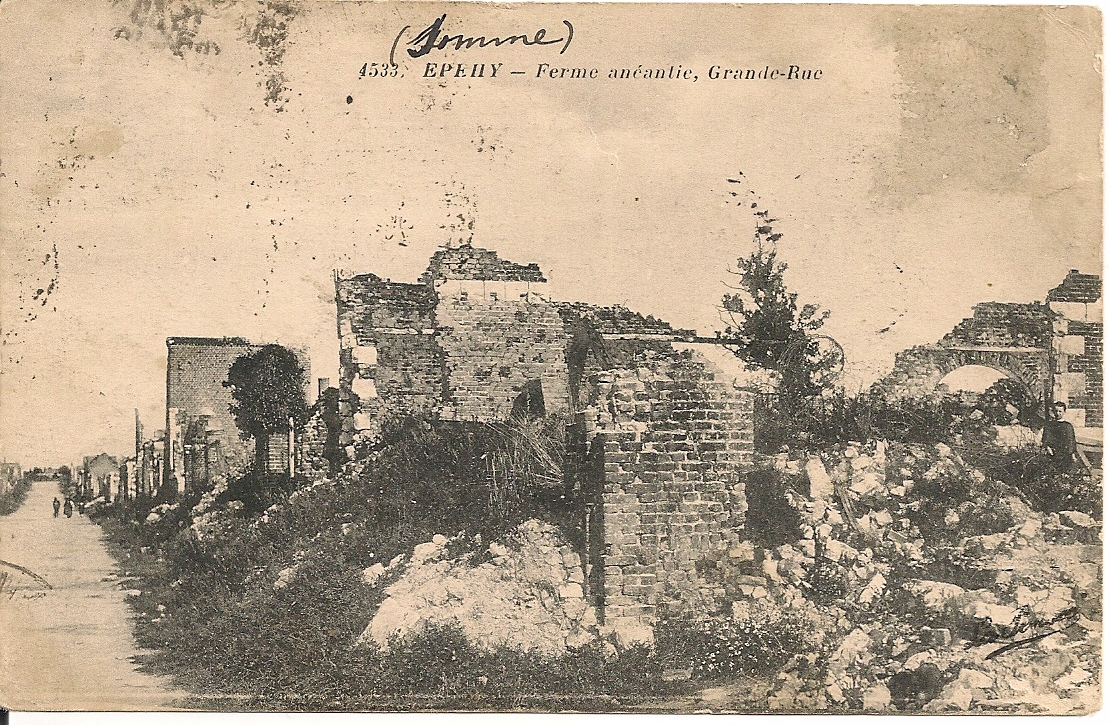
La grande-rue en ruines en 1919.

### Seconde Guerre mondiale
La gare joue encore un rôle durant la Seconde Guerre mondiale, car elle est le point de départ de nombreux habitants du secteur lors de l'exode de mai 1940.
La gare est bombardée une dernière fois par l'aviation américaine le 7 août 1944, lors du repli allemand : neuf wagons y sont détruits.

## Politique et administration

### Rattachements administratifs et électoraux
Rattachements administratifs
La commune se trouve dans l'arrondissement de Péronne du département de la Somme.
Elle faisait partie depuis 1801 du canton de Roisel. Dans le cadre du redécoupage cantonal de 2014 en France, cette circonscription territoriale administrative a disparu, et le canton n'est plus qu'une circonscription électorale.
Rattachements électoraux
Pour les élections départementales, la commune fait partie depuis 2014 du canton de Péronne
Pour l'élection des séputés, elle fait partie de la cinquième circonscription de la Somme.

### Intercommunalité
La commune était membre de la petite communauté de communes du canton de Roisel, créée fin 1994.
Celle-ci a fusionné le 31 décembre 2012 au sein de la communauté de communes de la Haute Somme, dont est désormais membre la commune.

### Liste des maires
| Période                                  | Période                       | Identité           | Étiquette | Qualité                                                                              |
| ---------------------------------------- | ----------------------------- | ------------------ | --------- | ------------------------------------------------------------------------------------ |
| Les données manquantes sont à compléter. |                               |                    |           |                                                                                      |
| 1909                                     | 1928                          | Charles Trocmé     |           | Agriculteur Conseiller général de Roisel (1921 → 1928)                               |
| Les données manquantes sont à compléter. |                               |                    |           |                                                                                      |
| avant 1988                               | 1995                          | Janine Roland      |           |                                                                                      |
| juin 1995                                | 2001                          | René Basquin       |           |                                                                                      |
| mars 2001                                | En cours (au 25 juillet 2020) | Jean-Michel Martin |           | Vice-président de la CC de la Haute-Somme (2014 → ) Réélu pour le mandat 2020-2026 , |

## Population et société

### Démographie
L'évolution du nombre d'habitants est connue à travers les recensements de la population effectués dans la commune depuis 1793. Pour les communes de moins de 10 000 habitants, une enquête de recensement portant sur toute la population est réalisée tous les cinq ans, les populations de référence des années intermédiaires étant quant à elles estimées par interpolation ou extrapolation. Pour la commune, le premier recensement exhaustif entrant dans le cadre du nouveau dispositif a été réalisé en 2007.

En 2022, la commune comptait 1 108 habitants, en évolution de −5,78 % par rapport à 2016 (Somme : −1,26 %, France hors Mayotte : +2,11 %).
| 1793  | 1800  | 1806  | 1821  | 1831  | 1836  | 1841  | 1846  | 1851  |
| ----- | ----- | ----- | ----- | ----- | ----- | ----- | ----- | ----- |
| 1 352 | 1 404 | 1 557 | 1 804 | 1 834 | 2 021 | 2 061 | 2 019 | 1 970 |

| 1856  | 1861  | 1866  | 1872  | 1876  | 1881  | 1886  | 1891  | 1896  |
| ----- | ----- | ----- | ----- | ----- | ----- | ----- | ----- | ----- |
| 1 994 | 2 010 | 2 030 | 2 076 | 2 105 | 1 922 | 1 821 | 1 706 | 1 685 |

| 1901  | 1906  | 1911  | 1921 | 1926  | 1931  | 1936  | 1946  | 1954  |
| ----- | ----- | ----- | ---- | ----- | ----- | ----- | ----- | ----- |
| 1 731 | 1 831 | 1 847 | 930  | 1 412 | 1 408 | 1 313 | 1 167 | 1 232 |

| 1962  | 1968  | 1975  | 1982  | 1990  | 1999  | 2006  | 2007  | 2012  |
| ----- | ----- | ----- | ----- | ----- | ----- | ----- | ----- | ----- |
| 1 252 | 1 175 | 1 059 | 1 079 | 1 044 | 1 088 | 1 152 | 1 161 | 1 232 |

| 2017  | 2022  | - | - | - | - | - | - | - |
| ----- | ----- | - | - | - | - | - | - | - |
| 1 145 | 1 108 | - | - | - | - | - | - | - |

### Enseignement
L'école primaire publique du village compte 150 élèves à la rentrée 2017.
Le collège de rattachement est celui de Roisel.

### Autres équipements
La commune dispose d'un bureau de poste, ouvert les matins.
La maison communale des associations favorise la vie associative. À compter de la rentrée 2019, elle accueille la cantine scolaire.
Une maison de retraite existe à Épehy.

### Associations
- C'est le plus petit village de France à posséder un orchestre d'harmonie d'une telle qualité, adhérent à la Confédération Musicale de France (C.M.F.)[35].

Vainqueur du concours international de Schladming en 2000, Grand prix d'honneur en 2003 à Amiens et apparition dans le cadre du prestigieux festival de Saint-Riquier en 2005. En 2008 à Strasbourg, l'orchestre obtient pour la seconde fois un Grand prix d'Honneur et accède à la très restreinte catégorie « Prestige ».
Il fait aujourd'hui[Quand ?] partie des 15 meilleurs orchestres amateurs de France.
- L'Amicale des anciens élèves, association au profit des œuvres scolaires, sous l'animation de son président Michel Delaire, est connue localement pour ses saisons annuelles de théâtre en langue picarde.

Les panneaux d'entrée et de sortie du village sont mentionnés dans la langue picarde.

## Culture locale et patrimoine

### Lieux et monuments
- Mairie.
- Église Saint-Nicolas.

- Monument aux morts
Sur le Monument aux Morts sont écrits les noms des 59 soldats épéhiens Morts pour la France ainsi que celui de 5 victimes civiles[37].
Vu les souffrances endurées par la population pendant les quatre années d'occupation et les dégâts aux constructions[38], la commune s'est vu décerner la Croix de guerre 1914-1918 (France) le 27 octobre 1920[39].
- Les trois cimetières militaires britanniques situés sur le territoire de la commune: 
  - Pigeon Ravine Cemetery sur la route de Honnecourt-sur-Escaut,
  - Épehy Wood Farm Cemetery route de Guyencourt-Saulcourt
  - Domino British Cemetery, Épehy situé en pleine campagne près de la ferme La Vaucellette. Ces cimetières comportent les tombes des soldats tombés lors de la bataille d'Épehy du 18 septembre 1918.

- Les niches. Le village héberge des sites dédiés à la Vierge, pour la remercier ou l'honorer, mis en place vers 1950[40].
- Le mémorial à la mémoire de la 12e division d'infanterie britannique situé route du Ronssoy.

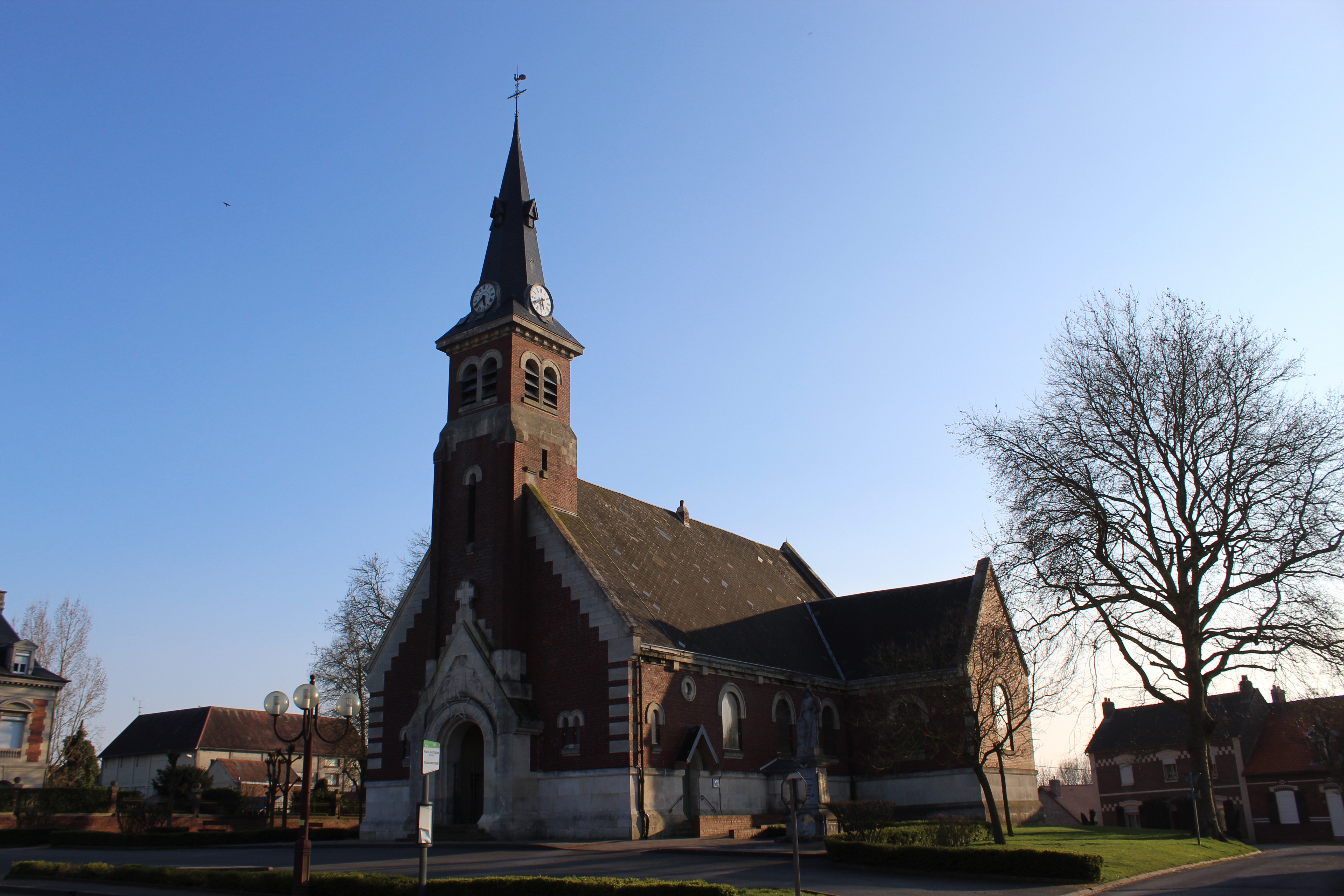
L'église.
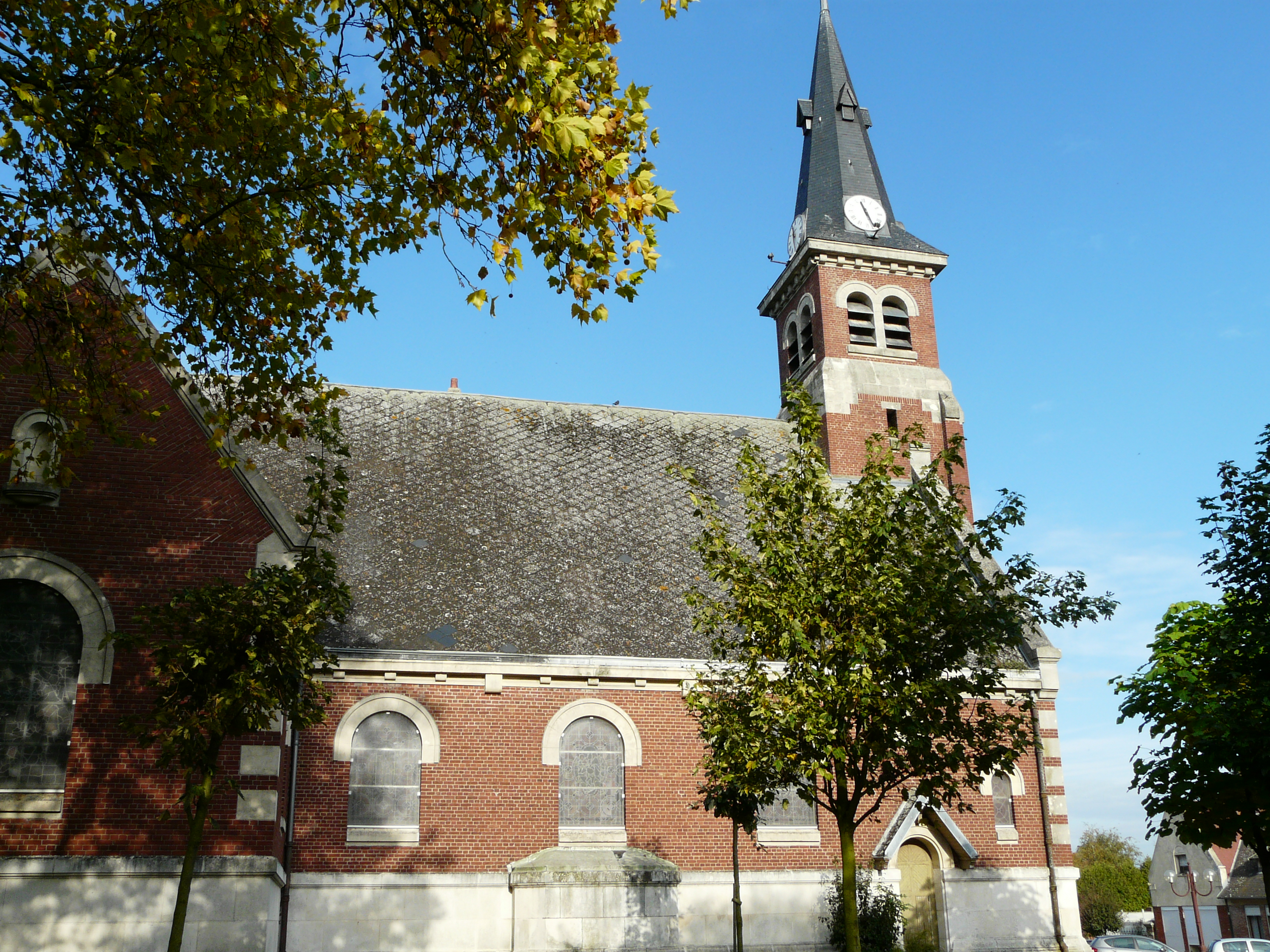
L'église.
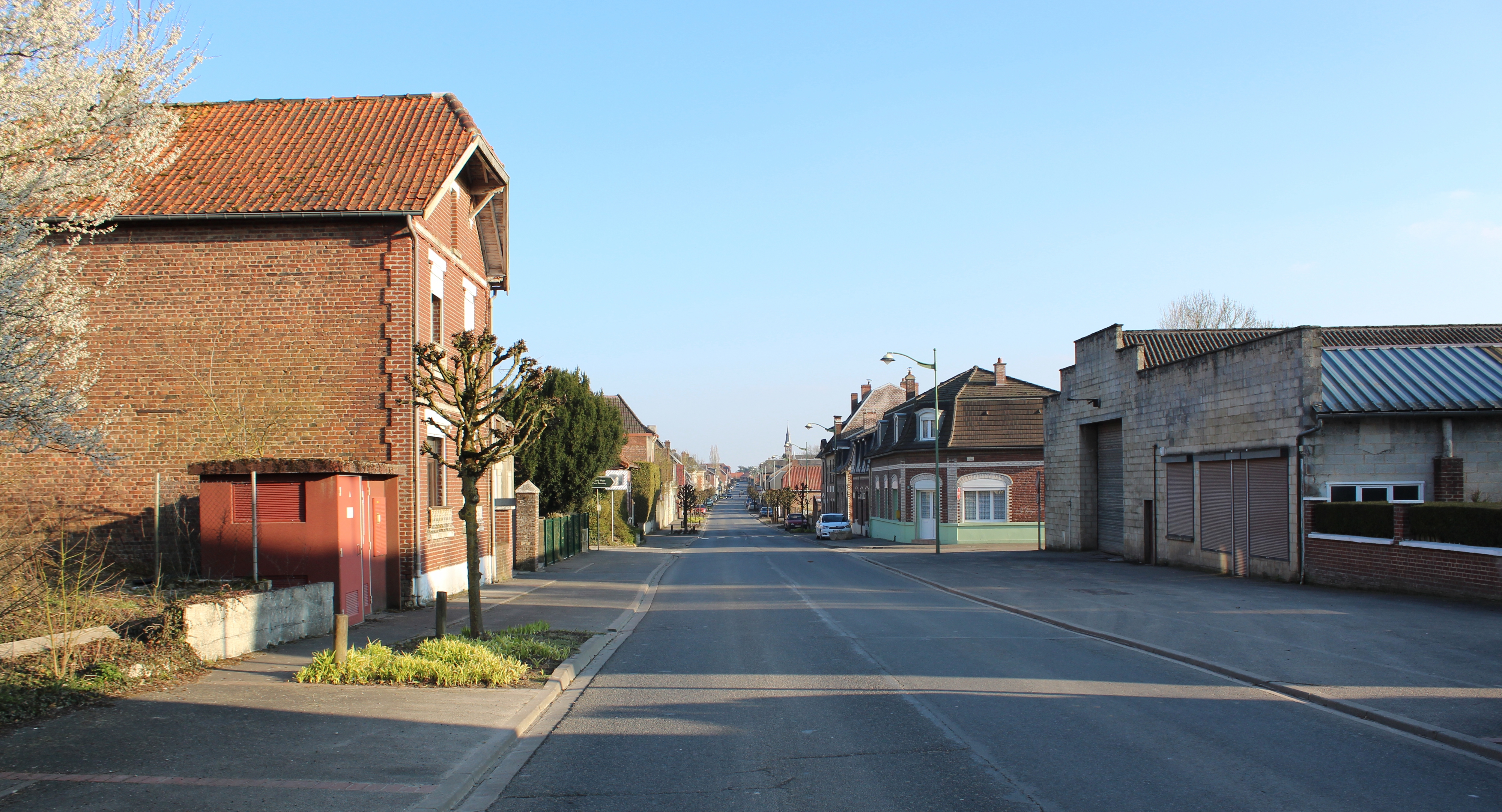
La longue rue principale.
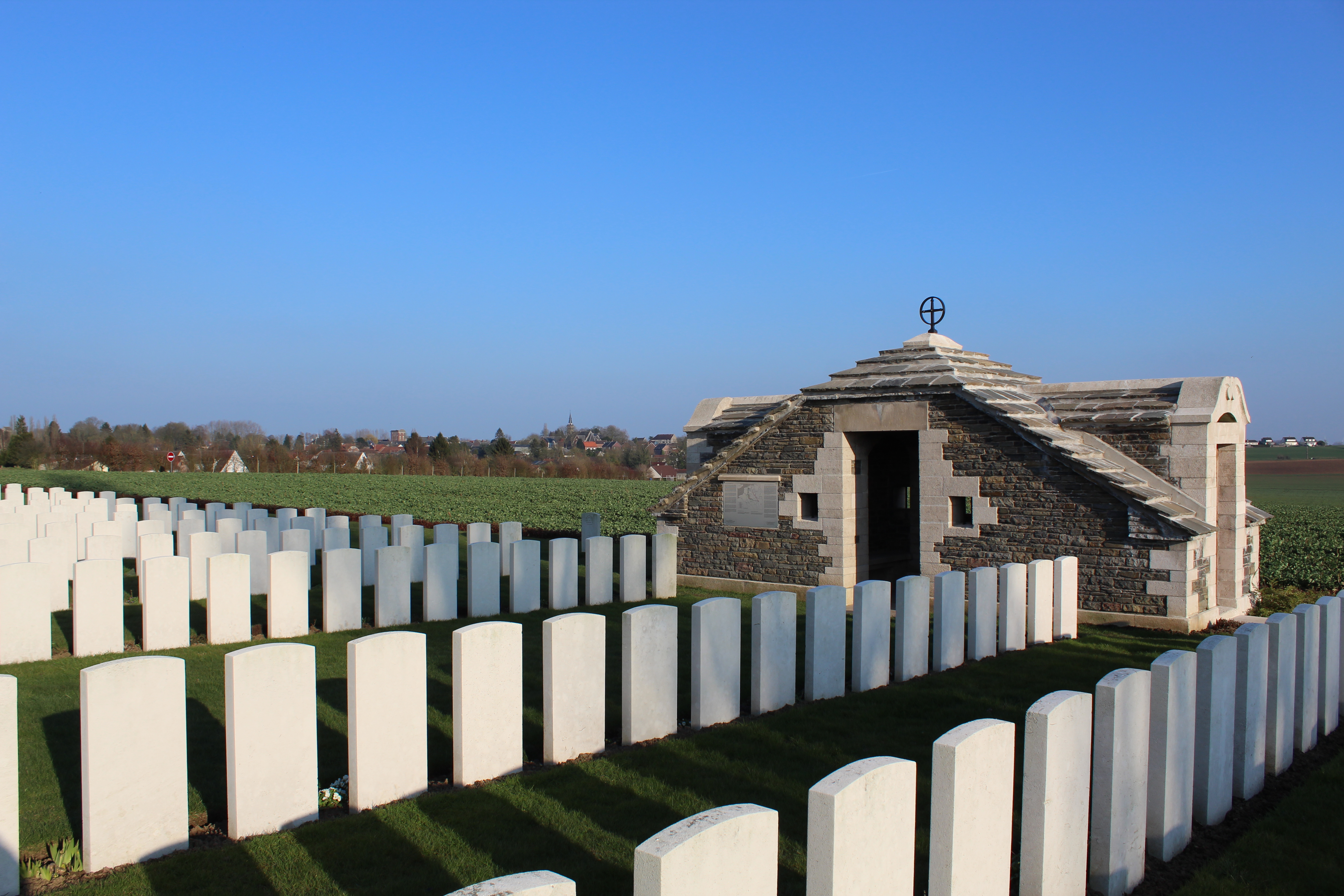
Le cimetière militaire.
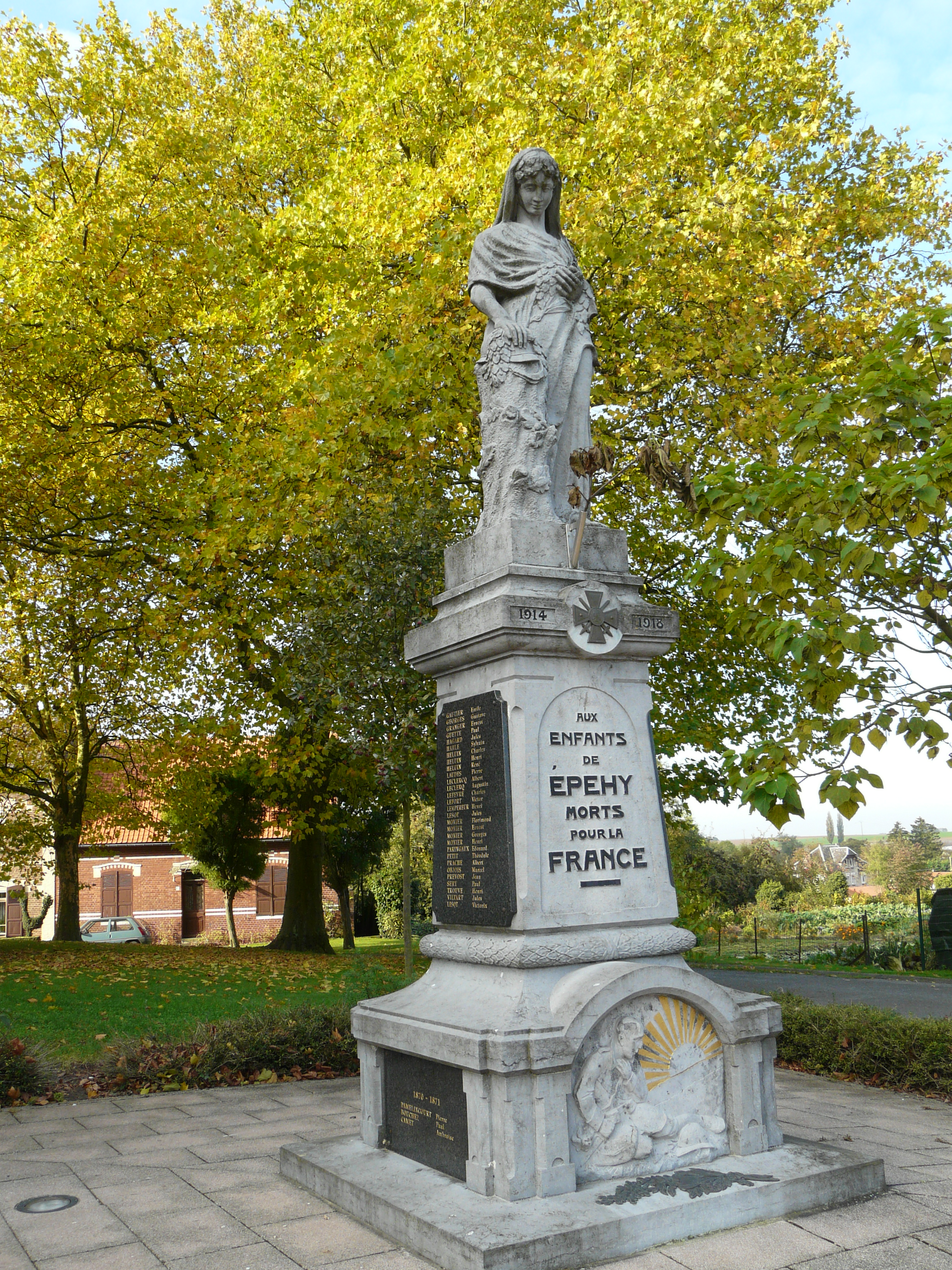
Le monument aux morts.

### Héraldique
| Blason de Épehy | Blason  | D'argent diapré de sinople sur le parti, à deux écussons ovales, accolés en chevron renversé, celui de dextre d'azur à trois lionceaux d'or armés et lampassés de gueules, celui de senestre de gueules à l'aigle bicéphale d'argent. Différences entre dessin et blasonnement : L'argent est dit "diapré sur le parti" alors que non seulement le champ n'est pas parti, mais qu'en plus le parti ne désigne pas une zone susceptible de recevoir un diapré.. DeviseEpy, bouge sans répit |
| Blason de Épehy | Détails | Utilisé depuis 1924. |